# 단광회
단광회(丹光會)는 일제강점기 말기에 조직된 한일 합작의 미술인 단체이다. 태평양 전쟁 시기에 미술보국을 내세우며 결성되어 대표적인 친일 미술단체로 분류된다.

## 결성과 조직
1943년 2월에 창립하면서 "성전하에서 미술보국에 매진한다"는 취지를 공표했다. 단광회는 일본 제국의 전쟁 수행에 적극적으로 협력하였다.
회원은 총 19명이었으며 대표는 일본인이 맡았다. 조선미술전람회 추천 작가가 중심이 되었다. 회원으로 포함된 조선인 7인은 임응구, 김인승, 김만형, 손응성, 심형구, 박영선, 이봉상으로 모두 서양화가이다.
1943년 4월에는 제1회 단광회전람회 수상작을 발표했다. 조선인으로는 박영선과 김만형이 장려상을 수상했다.

## 조선징병제실시기념화
대표적인 활동으로는 조선에서 징병제가 실시된 것을 기념하기 위해 〈조선징병제실시기념화〉라는 제목의 대형 작품을 4개월에 걸쳐 공동 제작한 것이 있다. 이 작품은 경성부와 평양에서 전시회를 통해 일반에게 공개되었고, 공개를 마친 뒤에는 조선군사령부 애국부에 기증되었다.
100호 크기인 이 그림의 배경은 일본의 전통적인 풍습에 등장하는 천인침이다. 징병으로 소집된 조선 청년을 중심으로 비행기를 들고 청년을 배웅하는 소년, 어머니인 듯 어깨를 다독이는 조선 여인이 보이고, 실존 인물인 윤치호를 비롯해 일본인 군인, 관료들을 그려넣었다. 인물 주변에는 경성부의 풍경과 남산의 신사, 지원병 행진 대열, 시민들의 환송 모습이 보인다.
제작 취지는 "이 광영의 제도를 길이 기념하고자 회원 19명이 힘을 합하여 나라에 봉공할 수 있는 길이 열리어 기쁨에 넘친 반도의 한 모습을 그린 것"이라고 보도되었다.

## 참고자료
- 친일인명사전편찬위원회 (2004년 12월 27일). 《일제협력단체사전 - 국내 중앙편》. 서울: 민족문제연구소. 744~745쪽쪽. ISBN 8995330724.